# Canton de Ribécourt-Dreslincourt
Le canton de Ribécourt-Dreslincourt est une ancienne division administrative française située dans le département de l'Oise et la région Picardie.

## Géographie
Ce canton a été organisé autour de Ribécourt-Dreslincourt dans l'arrondissement de Compiègne. Son altitude varie de 32 m (Cambronne-lès-Ribécourt) à 187 m (Ribécourt-Dreslincourt) pour une altitude moyenne de 55 m.

## Représentation

### conseillers généraux de 1833 à 2015
| Période         | Période          | Identité                                                                | Étiquette                | Qualité |
| --------------- | ---------------- | ----------------------------------------------------------------------- | ------------------------ | --- |
| 1833            | 1836             | Claude Guillaume Furcy Roger de Fontenelle                              |                          | Maire de Cambronne |
| 1836            | 1837 (décès)     | Charles Martin Antoine II Lallouette (1782-1837)                        |                          | Propriétaire Maire de Noyon (1830-1834 et 1835-1837) puis de Dreslincourt Ancien conseiller général du Canton de Noyon                                                                |
| 1838            | 1852             | Henri des Acres, Comte de l'Aigle                                       | Majorité gouvernementale | Ancien officier (chef d'escadron d'état-major de cavalerie) Propriétaire, maire de Tracy-le-Val Député (1839-1842, 1846-1848, 1871-1875)                                              |
| 1852            | 1867 (décès)     | François Bernard Frary                                                  |                          | Docteur en médecine, conseiller municipal de Tracy-le-Mont |
| 1868            | 1876 (démission) | Frédéric des Acres Vicomte de l'Aigle (1839-1886, frère d'H.de l'Aigle) | Droite                   | Propriétaire à Belle-Assise Auditeur au Conseil d'État, Compiègne Démissionne pour raisons de santé                                                                                   |
| 1876            | 1913             | Comte puis Marquis Robert des Acres de L'Aigle                          | Conservateur             | Diplomate, propriétaire à Ribécourt et à Paris Député (1885-1893) |
| 1913            | 1935 (décès)     | Marie Joseph Charles des Acres Marquis de L'Aigle                       | Républicain de Droite    | Propriétaire au Francport Maire de Rethondes (1908-1935) Député (1932-1935) |
| 1935            | 1940             | Michel-Emmanuel de Grammont de Crillon (gendre du précédent)            | Républicain              | Ancien militaire Maire de Choisy-au-Bac (1935-1971), conseiller d'arrondissement Nommé conseiller départemental en 1943                                                               |
|                 |                  |                                                                         |                          | |
| 1945            | 1949             | Edouard Pinchon                                                         | PCF                      | Chaudronnier, maire de Thourotte (1945-1947) |
| 1949            | 1965 (décès)     | Charles Eugène Mair                                                     | RPF puis DVD             | Artisan bijoutier Maire de Montmacq |
| 30 janvier 1966 | 1979             | Amédée Bouquerel                                                        | UNR puis UDR puis RPR    | Ingénieur des travaux publics de l’État honoraire Sénateur (1948-1992) Conseiller municipal de Compiègne (1945-1965)                                                                  |
| 1979            | 1992             | Roland Florian                                                          | PS                       | Cadre - Député (1978-1988) Maire de Ribécourt-Dreslincourt (1977-1999) |
| 1992            | 2012 (démission) | Patrice Carvalho                                                        | PCF                      | Mécanicien chez Saint-Gobain Maire de Thourotte depuis 1989 Député (1997-2002 et 2012-2017) Vice-président du Conseil général Président de la Communauté de communes des Deux Vallées |
| 2012            | 2015             | Hélène Balitout                                                         | PCF                      | Attachée territoriale en disponibilité 1re adjointe au maire de Ribécourt-Dreslincourt Élue en 2015 dans le canton de Thourotte                                                       |

Sources : Feuilles au vent, chroniques du Pays d'Oise, de J.Mermet - https://gallica.bnf.fr/ark:/12148/bpt6k5829951p/f226.image.r=BOULARD [archive]

### Conseillers d'arrondissement (de 1833 à 1940)
| Période                                  | Période          | Identité                                 | Étiquette | Qualité |
| ---------------------------------------- | ---------------- | ---------------------------------------- | --------- | --- |
| 1833                                     | 1836             | Brice Edme Lebrasseur                    |           | Maire de Thourotte                                                                                          |
| 1836                                     | 1848             | Jean Baptiste François Devin de Graville |           | Propriétaire à Annel                                                                                        |
|                                          |                  |                                          |           | |
| 1852                                     | 1861 (décès)     | Charlemagne Lallouette (1799-1861)       |           | Maitre de poste à Ribécourt de 1841 à 1851, maire de 1848 à 1854, fabricant de sucre                        |
| 1861                                     | 1898             | M. Bouret                                |           | Docteur en médecine à Ribécourt                                                                             |
| 1898                                     |                  | François Adolphe Gossart                 |           | Ancien pharmacien à Ribécourt                                                                               |
|                                          |                  |                                          |           | |
| 1913                                     | 1922 (démission) | Camille Bullot-Chinot                    |           | Cultivateur, maire de Vandélicourt                                                                          |
|                                          |                  |                                          |           | |
|                                          | 1934             | M. de Lavillion                          |           | |
| 1934                                     | 1935             | Michel Emmanuel de Grammont de Crillon   | Droite    | Maire de Choisy-au-Bac                                                                                      |
| 1935                                     | 1941             | Paul Bourgoin                            | Radical   | Architecte, maire de Ribécourt Révoqué par le Gouvernement de Vichy                                         |
| 1940                                     |                  |                                          |           | Les conseils d'arrondissement ont été suspendus par la loi du 12 octobre 1940 et n'ont jamais été réactivés |
| Les données manquantes sont à compléter. |                  |                                          |           | |

## Composition
Le canton de Ribécourt-Dreslincourt a groupé 17 communes et a compté 24 464 habitants (recensement de 1999 sans doubles comptes).
| Communes                | Population (2012) | Code postal | Code Insee |
| ----------------------- | ----------------- | ----------- | ---------- |
| Bailly                  | 585               | 60170       | 60043      |
| Cambronne-lès-Ribécourt | 1 970             | 60170       | 60119      |
| Carlepont               | 1 369             | 60170       | 60129      |
| Chevincourt             | 789               | 60150       | 60147      |
| Chiry-Ourscamp          | 1 203             | 60138       | 60150      |
| Longueil-Annel          | 2 347             | 60150       | 60368      |
| Machemont               | 748               | 60150       | 60373      |
| Marest-sur-Matz         | 376               | 60490       | 60378      |
| Mélicocq                | 656               | 60150       | 60392      |
| Montmacq                | 1 175             | 60150       | 60423      |
| Pimprez                 | 685               | 60170       | 60492      |
| Le Plessis-Brion        | 1 488             | 60150       | 60501      |
| Ribécourt-Dreslincourt  | 3 952             | 60170       | 60537      |
| Saint-Léger-aux-Bois    | 820               | 60170       | 60582      |
| Thourotte               | 5 239             | 60150       | 60636      |
| Tracy-le-Val            | 860               | 60170       | 60642      |
| Vandélicourt            | 202               | 60490       | 60654      |

## Démographie
| 1962   | 1968   | 1975   | 1982   | 1990   | 1999   | 2009 |
| ------ | ------ | ------ | ------ | ------ | ------ | ---- |
| 15 330 | 17 019 | 19 916 | 22 283 | 23 731 | 24 464 | -    |